# 애심 - 그의 노래
"애심 - 그의 노래"(In Memory)는 한국에서 제작된 백정민 감독의 2008년 영화이다. 박노식 등이 주연으로 출연하였고 신동환 등이 제작에 참여하였다.

## 출연

### 주연
- 박노식
- 최경식
- 정서인

## 기타
- 미술: 임태용